# Стебницка-Гута
Стебницка-Гута (словац. Stebnícka Huta) — село и одноимённая община в округе Бардеёв Прешовского края Словакии.

## История
В исторических документах село впервые упоминается в 1600 году.

## Население
| Год:                | 1994 | 2004    | 2014    | 2024     |
| ------------------- | ---- | ------- | ------- | -------- |
| Количество человек: | 242  | 253     | 234     | 194      |
| Разница:            |      | +4,54 % | −7,50 % | −17,09 % |

Национальный состав населения (по данным последней переписи населения 2001 года):
- словаки — 98,45 %
- чехи — 0,39 %
- украинцы — 0,39 %
- поляки — 0,39 %

Состав населения по принадлежности к религии состоянию на 2001 год:
- римо-католики — 95,74 %,
- греко-католики — 3,10 %,
- не считают себя верующими или не принадлежат к одной вышеупомянутой церкви - 0,39 %